# 雷切
雷切是一把傳說中曾把雷神所降之雷切開的刀，故得此名。

## 名稱由來

### 千鳥
此刀因為在刀柄有鳥的裝飾因而得名「千鳥」。傳說日本战国時代的武將傳聞立花道雪年輕時(35歲，推算大約為西元1548年)，在盛夏炎熱之際的6月5日，於樹下乘涼午睡時遭遇雷雨，並且有一道雷打向道雪，道雪下意識的拔起愛刀「千鳥」揮斬將閃電劈成兩半，腳也因此而受了傷。後人將道雪斬雷之事，延伸為將雷神切開，並且道雪於戰場上的勇猛加上此大難不死之事，逐漸被美名為雷神的化身。而就算腳受了傷，腿力也不比健全者差，往後的戰役仍有配鞍騎馬奮戰的紀錄，晚年才由六名士兵負責抬輿，坐在輿上每為先陣激勵士兵作戰。愛刀千鳥則因此改名為「雷切」。
道雪死後此刀成為其養子立花宗茂的所有物，刻有「立花飛驒守所持」的金象嵌字樣。
雷切現藏於立花家史料館，館內說明此刀原本是刀身很長的大太刀，後經過研磨成為脇差，連作刀者的銘打部分也磨切掉了，延磨過後長為1尺9寸3分。刀尖有部分變色的痕跡，因此被推測實際有與雷擊接觸到。於寶曆九年（1759年）被鑑定為很有可能是相州(相模國，現日本神奈川縣)刀工的作品。

### 竹俣兼光
長船兼光作的刀，長二尺八寸分半，有三鈷柄之劍的浮雕，周圍添有梵文字。傳說原為越後百姓的刀，曾用此刀架在頭上避過雷擊，發現刀有血痕而將此刀視作靈刀並改名「雷切」，後竹俣慶綱聽聞此事向百姓購入此刀並於戰場奮戰，之後又貢獻給其主君上杉謙信（當時稱長尾景虎）並將之稱呼為「竹俣兼光」，後謙信用此刀於川中島之戰突入武田軍的陣營中將一名武士手中持有的一兩筒的火縄槍(鐵砲)槍身一刀兩斷(無記載斬斷槍身那個部位)，又改稱為「鐵砲切兼光」或「一兩筒」。

## 名字被使用的例子
- 雷遁·雷切，動漫火影忍者中旗木卡卡西獨創的一種忍術，又名「千鳥」，內容為將查克拉集中於手上，形成強大的力量，形態如雷電一般。